# Биковський Валерій Федорович
Вале́рій Фе́дорович Бико́вський (рос. Валерий Фёдорович Быковский; 2 серпня 1934, Павловський Посад Московської області — 27 березня 2019) — льотчик-космонавт СРСР, двічі Герой Радянського Союзу, здійснив три польоти в космос загальною тривалістю 20 діб 17 годин 48 хвилин 21 секунда: Восток-5, Союз-22, Союз-31. Також був дублером екіпажів кораблів Восток-3 і Союз-37.
Закінчив школу московського аероклубу, Качинське військове авіаційне училище льотчиків (1955) і Військово-повітряну інженерну академію імені Н. Е. Жуковского (1968).

## З життєпису
Увійшов до складу загону космонавтів одним з перших під час першого набору з ВПС 1960 року, після закінчення Качинського військового авіаційного училища льотчиків імені А. Ф. М'ясникова 1955 року був льотчиком-винищувачем і служив у винищувальному полку Московського округу ППО.
Перший політ в космос тривалістю 4 доби 23 години 6 хвилин здійснив на кораблі Восток-5 з 14 по 19 червня 1963 року. Політ відбувався одночасно з польотом корабля Восток-6, який пілотувала Валентина Терешкова. В другому космічному польоті тривалістю 7 діб 21 година 52 хвилини 17 секунд з 15 по 23 вересня 1976 року був командиром корабля Союз-22. Третій політ здійснив як командир радянсько-німецького екіпажу на кораблі Союз-31 (26 серпня — 3 вересня 1978 року) для роботи на борту орбітальної станції Салют-6, повернувся на кораблі Союз-29, весь політ тривав 7 діб 20 годин 49 хвилин 4 секунди. За три рейси в космос налітав 20 діб 17 годин 48 хвилин 21 секунду. 1988 року залишив загін космонавтів.
З 1988 по 1991 рік працював директором Будинку радянської науки і культури в Берліні.